# Partido Socialista de Silesia
El Partido Socialista de Silesia (Polonia: Śląska Partia Socjalistyczna, MSF) fue un partido político en Silesia, Polonia. El partido fue fundado el 1 de mayo de 1928, por Józef Biniszkiewicz. Cuando se fundó el nuevo partido, se hizo cargo del órgano regional del Partido Socialista Polaco, Robotnik Śląski (Trabajadores de Silesia).
Biniszkiewicz había sido el líder del Partido Socialista Polaco (PPS) en la Alta Silesia, pero fue expulsado del partido por no apoyar a la oposición del PPS en contra del gobierno de Józef Piłsudski, y por oponerse a la cooperación con los partidos socialistas alemanes. El SPS fue visto como pro-Pilsudkista.
El partido no pudo conseguir un papel destacado en la política de Silesia, por lo que se disolvió en 1930.